# Hélio Souto
Hélio da Silva Cotê Figueiredo de Almeida Coutinho, conhecido como Hélio Souto (Rio de Janeiro, 25 de março de 1929 — Atibaia, 5 de outubro de 2001) foi um ator de teatro, cinema e televisão brasileiro.
Nos anos 50, era considerado o sex-symbol das extintas TV Tupi e TV Excelsior, e chamado  de "Galã Vitamina" em razão de seu porte atlético.
Participou do primeiro filme colorido brasileiro, Destino em Apuros, ao lado de Paulo Autran, em 1953.
Após a juventude, conservou o charme e sustentou a persona de galã maduro, fazendo sucesso em pornochanchadas como Viúvas Precisam de Consolo e em novelas cômicas como Guerra dos Sexos e Brega e Chique.
Já afastado do meio artístico, morreu de infarto no seu sítio em Atibaia e foi sepultado no Cemitério do Morumbi.

## Carreira

### Na televisão
| Ano  | Título                             | Papel                | Emissora          |
| ---- | ---------------------------------- | -------------------- | ----------------- |
| 1998 | Serras Azuis                       | Reginaldo Paiva      | Rede Bandeirantes |
| 1994 | Memorial de Maria Moura            | Hércules             | Rede Globo        |
| 1993 | Guerra sem Fim                     | Gegê                 | Rede Manchete     |
| 1991 | O Fantasma da Ópera                | Gastão Andreatti     | Rede Manchete     |
| 1991 | Floradas na Serra                  | dr. Jaime Freire     | Rede Manchete     |
| 1990 | A História de Ana Raio e Zé Trovão | Bruno                | Rede Manchete     |
| 1990 | La Mamma                           | Manfredão            | Rede Globo        |
| 1988 | Olho por Olho                      | Valdemar Sampaio     | Rede Manchete     |
| 1988 | Carmem                             | Senador Bastos       | Rede Manchete     |
| 1987 | Brega & Chique                     | Amadeu Correia       | Rede Globo        |
| 1985 | Uma Esperança no Ar                | Vereador Monteiro    | SBT               |
| 1985 | Meus Filhos, Minha Vida            | Renato               | SBT               |
| 1983 | Guerra dos Sexos                   | Nenê Gomalina        | Rede Globo        |
| 1983 | Acorrentada                        | Carlos               | SBT               |
| 1982 | A Filha do Silêncio                | Gregório             | Rede Bandeirantes |
| 1982 | Nem Rebeldes, nem Fiéis            | —                    | TV Cultura        |
| 1980 | Dulcinéa Vai à Guerra              | Mateus Sampaio Godói | Rede Bandeirantes |
| 1979 | Como Salvar Meu Casamento          | Mário                | Rede Tupi         |
| 1978 | Salário Mínimo                     | Lincoln              | Rede Tupi         |
| 1978 | Te Contei?                         | Pedro                | Rede Globo        |
| 1977 | Locomotivas                        | Tião                 | Rede Globo        |
| 1977 | O Espantalho                       | dr. Munhoz           | Rede Record       |
| 1973 | Vidas Marcadas                     | Afonso Maia          | Rede Record       |
| 1973 | Vendaval                           | Alfredo              | Rede Record       |
| 1972 | O Tempo não Apaga                  | Raul                 | Rede Record       |
| 1971 | A Fábrica                          | Pádua                | Rede Tupi         |
| 1969 | Super Plá                          | Baby Stompanato      | Rede Tupi         |
| 1968 | A Grande Mentira                   | Renato               | Rede Globo        |
| 1967 | A Ponte de Waterloo                | Roy                  | Rede Tupi         |
| 1967 | A Intrusa                          | Bill                 | Rede Tupi         |
| 1967 | Sublime Amor                       | César                | TV Excelsior      |
| 1967 | Os Galãs Atacam de Madrugada       | Diógenes             | TV Excelsior      |
| 1966 | Os Irmãos Corsos                   | Luciano / Mauro      | Rede Tupi         |
| 1966 | A Ré Misteriosa                    | Marcelo              | Rede Tupi         |
| 1966 | A Inimiga                          | Ricardo              | Rede Tupi         |
| 1965 | Um Rosto Perdido                   | David                | Rede Tupi         |
| 1965 | Olhos que Amei                     | Vladimir             | Rede Tupi         |
| 1965 | O Mestiço                          | Renato               | Rede Tupi         |
| 1965 | Pecado de Mulher                   | —                    | TV Excelsior      |
| 1964 | A Moça que Veio de Longe           | Raul                 | TV Excelsior      |
| 1964 | É Proibido Amar                    | Sérgio               | TV Excelsior      |
| 1952 | Helena                             | —                    | TV Paulista       |

### No cinema
| Ano  | Título                              | Personagem              |
| ---- | ----------------------------------- | ----------------------- |
| 1988 | Sonhos de Menina Moça               | Mateus                  |
| 1983 | Pecado Horizontal                   | Virgílio                |
| 1982 | Um Casal de 3                       | Pedro                   |
| 1981 | A Volta de Jerônimo                 | Cigano                  |
| 1981 | Mulher Objeto                       | Fernando                |
| 1980 | Motel, Refúgio do Amor              | —                       |
| 1980 | Noite de Orgia                      | Delegado                |
| 1980 | Viúvas Precisam de Consolo          | Dr. Juvenal             |
| 1979 | Desejo Selvagem                     | —                       |
| 1979 | O Cinderelo Trapalhão               | Príncipe Ali Helau      |
| 1978 | Mulher Desejada                     | Renato                  |
| 1976 | A Noite das Fêmeas                  | —                       |
| 1976 | Já não Se Faz Amor como antigamente | Vitor                   |
| 1976 | Bacalhau                            | Breda                   |
| 1972 | Os Desclassificados                 | Dr. Borges              |
| 1963 | Mord in Rio                         | Juan                    |
| 1963 | O Cabeleira                         | José Gomes, o cabeleira |
| 1960 | Conceição                           | Inspetor Castro         |
| 1959 | Fronteiras do Inferno               | Homem no garimpo        |
| 1957 | Dioguinho                           | Dioguinho               |
| 1955 | Três Garimpeiros                    | Joaquim                 |
| 1955 | Armas da Vingança                   | —                       |
| 1953 | Destino em Apuros                   | —                       |
| 1953 | O Homem dos Papagaios               | Roberto                 |
| 1953 | Agulha no Palheiro                  | José da Silva           |
| 1952 | Luzes nas Sombras                   | —                       |
| 1951 | O Comprador de Fazendas             | Pedro Trancoso          |